# 누가 해변에서 함부로 불꽃놀이를 하는가
"누가 해변에서 함부로 불꽃놀이를 하는가"는 한국에서 제작된 조여래 감독의 2008년 드라마 영화이다. 백승현 등이 주연으로 출연하였고 최선용 등이 제작에 참여하였다.

## 출연

### 주연
- 백승현
- 김전석
- 김준형

## 기타
- 각색: 조여래
- 조명: 한만욱
- 조연출: 김한라
- 동시녹음: 김경호